# پلوشینگن
شهر پلوشینگن (به آلمانی: Plochingen) در ایالت بادن-وورتمبرگ در کشور آلمان واقع شده‌است.